# Litlesotra
Litlesotra est une île dans le landskap Sunnhordland du comté de Vestland. Elle appartient administrativement à Øygarden.

## Géographie

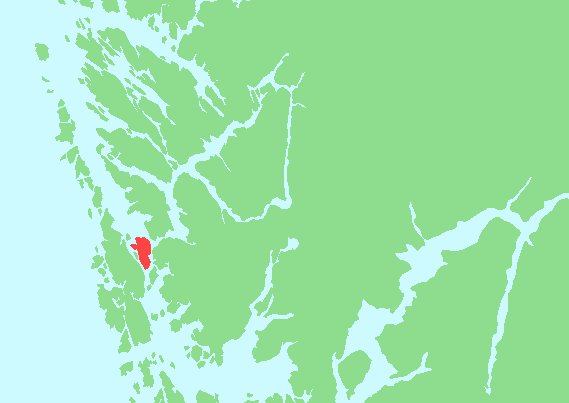
Situation

Rocheuse et couverte d'une légère végétation, partie est de l'île de Sotra dont elle est reliée par le pont Sotra, elle s'étend sur environ 5 km de longueur pour une largeur approximative de 2,3 km.
Peuplée d'environ 10 000 habitants, sa principale localité est Straume.